# Monsieur (ancien régime)

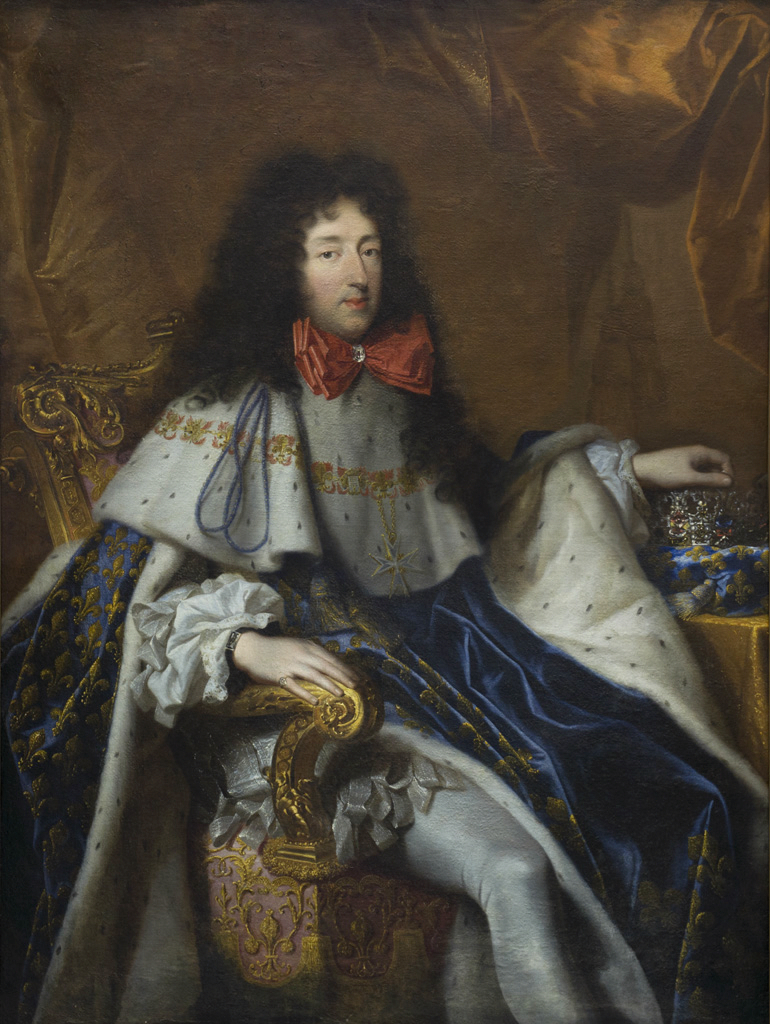
Egy nevezetes Monsieur: Fülöp, Orléans hercege (1640–1701), XIV. Lajos öccse, 1661-ig trónörökös

A Monsieur megjelölés (önálló főnévként, mindig nagy kezdőbetűvel) az ancien régime idején (azaz a francia forradalom előtt) a francia király legidősebb öccsének (frère cadet du roi de France) címzése volt.

## Eredete
A szó etimológiája: Két ősi francia szó egybeolvadásából keletkezett:
1. Előtagja a francia mon birtokos névmás melléknévi formája, melynek jelentése: „az enyém, az én [birtokom]…”. (Más nyelvi megfelelői például németül mein(er), angolul my stb.).
2. Utótagja a francia seigneur főnév megrövidült formája, melynek jelentése „úr, nagyúr, kegyúr”.

Kiejtése a mai francia nyelvben: mø.sjø (kb. „möszjő”).

## Története, használata
Az 1576. május 6-i étigny-i békeszerződést (hivatalos nevén beaulieu-i ediktumot, Édit de Beaulieu) gyakran Paix du Monsieur néven említik, (magyarul kb. A Király Öccse-Urának békéje). A szerződést III. Henrik francia királyra az ellene vonuló protestáns főurak (köztük Navarrai Henrik) kényszerítették rá, akikhez – bátyját elárulva – csatlakozott a király öccse, Ferenc, Alençon hercege is (1555–1584). Ferenc számítása bevált, ő lett a szerződés legfőbb haszonélezője, megkapta Anjou hercegének címét, és három gazdag tartományt, Anjou-t, Touraine-t és Berryt. Ezért ezt az eseményt már a kortársak is a Monsieur békéjének nevezték, a király öccse után.
1640–1660 között Gaston orléans-i herceget (1608–1660), XIII. Lajos francia király legidősebb öccsét, aki a király első fiának megszületéséig trónörökös is volt, a Grand Monsieur címmel illették, hogy megkülönböztessék a később megszületett Petit Monsieur-től, Fülöp királyi hercegtől (1640–1701), XIV. Lajos király öccsétől, aki születése révén nagybátyja elé került a trónöröklés rendjében.
A francia történelemben az alábbi nevezetesebb hercegek viselték a „Monsieur, frère du roi” címzést:
- 1559–1560: Károly orléans-i herceg, II. Ferenc király öccse, a későbbi IX. Károly király (1550–1574);
- 1560–1574: Henrik, Anjou hercege, II. Ferenc és IX. Károly király öccse, a későbbi III. Henrik király (1551–1589);
- 1574–1584: Ferenc királyi herceg, Alençon és Anjou hercege (1555–1584); II. Ferenc, IX. Károly és III. Henrik királyok öccse (nem lett király);
- 1608–1660: Gaston orléans-i herceg (1608–1660), XIII. Lajos király öccse (nem lett király);
- 1640–1701: Fülöp orléans-i herceg (1640–1701), XIV. Lajos király öccse (nem lett király);
- 1774–1793: Lajos Szaniszló, Provence grófja, XVI. Lajos király öccse, a későbbi XVIII. Lajos király (1755–1824);
- 1795–1824: Károly, Artois grófja, XVI. Lajos és XVIII. Lajos királyok öccse, a későbbi X. Károly király (1757–1836). Ő volt az utolsó királyi herceg, aki a „Monsieur, frère du roi” címet viselte.